# Ставківська сільська рада (Березівський район)
Ставкі́вська сільська́ ра́да — колишня адміністративно-територіальна одиниця та орган місцевого самоврядування в Березівському районі Одеської області. Адміністративний центр — село Ставкове.

## Загальні відомості
Ставківська сільська рада утворена в 1955 році.
- Територія ради: 96,98 км²
- Населення ради: 1 988 осіб (станом на 2001 рік)

## Населені пункти
Сільській раді підпорядковані населені пункти:
- с. Ставкове
- с. Данилівка
- с. Нейкове
- с. Рівне

## Населення
Згідно з переписом 1989 року населення сільської ради становило 2325 осіб, з яких 1073 чоловіки та 1252 жінки.
За переписом населення 2001 року в сільській раді мешкало 1988 осіб.

### Мова
Розподіл населення за рідною мовою за даними перепису 2001 року:
| Мова       | Відсоток |
| ---------- | -------- |
| українська | 95,57 %  |
| російська  | 2,21 %   |
| молдовська | 1,31 %   |
| білоруська | 0,35 %   |
| болгарська | 0,15 %   |
| вірменська | 0,15 %   |
| румунська  | 0,15 %   |
| гагаузька  | 0,05 %   |

## Склад ради
Рада складається з 16 депутатів та голови.
- Голова ради: Соловйова Галина Петрівна
- Секретар ради: Шулячинська Галина Павлівна

### Керівний склад попередніх скликань
| Прізвище, ім'я, по батькові  | Основні відомості                                                         | Дата обрання | Дата звільнення |
| ---------------------------- | ------------------------------------------------------------------------- | ------------ | --------------- |
| Соловйова Галина Анатоліївна | Сільський голова, 1964 року народження                                    | 26.03.2006   | 31.10.2010      |
| Соловйова Галина Петрівна    | Сільський голова, 1964 року народження, освіта вища, член Партії регіонів | 31.10.2010   |                 |

Примітка: таблиця складена за даними сайту Верховної Ради України

### Депутати
За результатами місцевих виборів 2010 року депутатами ради стали:

#### За суб'єктами висування
| Суб'єкт висування            | Кількість обраних депутатів | %    |
| ---------------------------- | --------------------------- | ---- |
| Самовисування                | 11                          | 68,8 |
| Соціалістична партія України | 3                           | 18,8 |
| Партія регіонів              | 2                           | 12,5 |

#### За округами
| № округу                     | Прізвище, ім'я, по батькові     | Дата визнання обраним | Освіта             | Партійна приналежність | Відомості про обраного депутата             |
| ---------------------------- | ------------------------------- | --------------------- | ------------------ | ---------------------- | ------------------------------------------- |
| Партія регіонів              |                                 |                       |                    |                        |                                             |
| 6                            | Греку Лідія Олексіївна          | 11.11.2010            | середня            | член Партії регіонів   | Ставківська загальноосвітня школа, комірник |
| 16                           | Бажанюк Валентина Андріївна     | 11.11.2010            | середня            | член Партії регіонів   | тимчасово не працює                         |
| Соціалістична партія України |                                 |                       |                    |                        |                                             |
| 3                            | Чепурняк Галина Михайлівна      | 11.11.2010            | середня            | позапартійна           | Ставківські дитячі ясла, завгосп            |
| 10                           | Мартинюк Оксана Олександрівна   | 11.11.2010            | середня спеціальна | позапартійна           | Ставківська сільська рада, начальник ВОС    |
| 11                           | Кедич Світлана Василівна        | 11.11.2010            | середня            | позапартійна           | тимчасово не працює                         |
| Самовисування                |                                 |                       |                    |                        |                                             |
| 1                            | Сулім Світлана Василівна        | 11.11.2010            | середня спеціальна | позапартійна           | Ставківська аптека, фармацевт               |
| 2                            | Стащук Павло Валентинович       | 11.11.2010            | вища               | позапартійний          | одноосібник                                 |
| 4                            | Баранов Андрій Іванович         | 11.11.2010            | середня спеціальна | позапартійний          | одноосібник                                 |
| 5                            | Стащук Лілія Володимирівна      | 11.11.2010            | вища               | позапартійна           | Ставківська сільська рада, землевпорядник   |
| 7                            | Гавіловський Віктор Миколайович | 11.11.2010            | середня            | позапартійний          | одноосібник                                 |
| 8                            | Васильчук Катерина Сергіївна    | 11.11.2010            | середня            | позапартійна           | одноосібник                                 |
| 9                            | Шулячинська Галина Петрівна     | 11.11.2010            | вища               | позапартійна           | Ставківська сільська рада, секретар         |
| 12                           | Коноплева Світлана Василівна    | 11.11.2010            | середня            | позапартійна           | магазин «Промтовари», продавець             |
| 13                           | Ватаман Світлана Георгіївна     | 11.11.2010            | середня            | позапартійна           | Ставківське поштове відділення, поштар      |
| 14                           | Костюніна Тетяна Іванівна       | 11.11.2010            | середня            | позапартійна           | тимчасово не працює                         |
| 15                           | Борисов Едуард Михайлович       | 11.11.2010            | середня            | позапартійний          | ПП «Нейківське», директор                   |